# Capitation
La capitation est un impôt qui a été pratiqué dans la Rome antique et par les administrations byzantine et surtout perse, ainsi qu'en France pendant l'Ancien Régime et dans les empires coloniaux européens. Le terme dérive du latin căpĭtātĭo (« taxe par tête »). Il s'agit d'un impôt très proche de l’impôt par tête.
Le terme de capitation est aussi utilisé pour désigner un mode de rémunération des médecins.

## Capitation au sens fiscal

### Rome antique
Sous la Rome antique, la capitation était un impôt calculé à partir du nombre de personnes travaillant dans une exploitation agricole. On distingue la capitatio plebeia sur les personnes et la capitatio terrana, capitatio humana et capitatio animalium des impôts fonciers.

### Sassanidesen Perse
La capitation, sorte d'impôt foncier, était exigée des chrétiens en échange de la paix dont ils jouissaient. Elle était établie sur les revenus de la personne. Les magistrats des administrations politiques et religieuses en étaient exemptés. Le sentiment de castes supérieures et inférieures se développa (il était dégradant d'être soumis à cet impôt).

### Durant les premièresconquêtes arabes
Les premiers califes arabes ont maintenu et étendu ces impôts dans les contrées conquises. Ensuite, les territoires occupés étant en majorité non-musulmans, la capitation (appelée la jizya dans le Coran, sourate 9,29) fut imposée dans les territoires conquis aux sujets non-musulmans. Cette imposition entraîna une conversion progressive des dhimmis. En 691, le calife Abd-al-Malik fut le premier à ordonner un recensement en Syrie des populations conquises et certainement également des coptes en Égypte. Le caractère humiliant de la "jizya" n'est toutefois pas apparu tôt dans la conquête arabe. C'est à partir de la période omeyyade que cet impôt est dit relever de l'autorité divine, et marquant l'infériorité de ceux qui y sont soumis.
Le sultanat de Dehli, musulman, sur le nord de l'Inde instaura également la jizya qui fut supprimée par Akbar, empereur moghol, et réintroduit en 1679.

### Ancien Régime français
En France, sous l'Ancien Régime, la capitation est un impôt direct établi par le roi de France et de Navarre, Louis XIV, par la déclaration du 18 janvier 1695, à la suite de la crise économique de 1692 à 1694, pour financer la guerre de la Ligue d'Augsbourg.
Il est le premier nouvel impôt direct créé depuis la royalisation de la taille au XVe siècle.

#### La capitation de 1695

##### Contexte
La capitation est instaurée sous le règne du roi Louis XIV.
Depuis 1688, le royaume de France est engagé dans la guerre de la Ligue d'Augsbourg. En 1694, nulle paix n'est en vue. Pour faire face aux dépenses militaires, le contrôleur général des finances, Louis Phélypeaux de Pontchartrain, a déjà mis en œuvre les mesures financières habituelles en cas de guerre : les meubles et vaisselles d'argent ont été envoyés à la fonte, le titre ou aloi de la monnaie a été abaissé, de nouveaux offices ont été créés. Mais ces mesures n'ont pas permis de compenser des dépenses ordonnancées qui s'élèvent, en 1693, à 180 448 155 livres tournois : en regard, le revenu brut n'est que de 146 480 644 livres tournois, desquelles il faut déduire 38 542 479 livres tournois de charges de collecte, ce qui réduit le revenu net à 107 938 165 livres tournois et laisse un déficit de 72 509 990 livres tournois.
L'augmentation de la taille n'était pas envisageable, les taillables n'étant pas remis de la crise de 1693-1694.
Le contrôleur général des finances, Louis Phélypeaux de Pontchartrain, prépare un projet de capitation.
Il fait proposer l'établissement de la capitation par les États de Languedoc. Par leur délibération du 10 décembre 1694, ceux-ci déclarent : « L'assemblée prend la liberté de proposer à Sa Majesté qu'il lui plaise de faire une subvention générale ou capitation qui soit supportée par tous ses sujets. Elle a estimé qu'il y a pas de moyen plus sûr pour soutenir le poids des affaires de cette espèce de subside qui pourra suffire à toutes les charges et qui sera fixe et certain durant le cours de la guerre, et qui, étant partagé par tous les sujets de Sa Majesté, chacun selon sa force, fournira des secours abondants et maintiendra l'honneur et le repos de l'État sans être une charge aux particuliers ».
Impôt universel sur les personnes, la capitation touche les trois ordres — le clergé, la noblesse et le tiers état — de l'ensemble des provinces du royaume — pays d'élections, d'états ou conquis. Seuls en sont exempts : les ordres mendiants, les pauvres certifiés par leur curé ainsi que les taillables imposés moins de quarante sols. D'autre part, le clergé, bien qu'il n'en soit pas exempt, l'acquitte en don gratuit consenti par son assemblée (4 millions de livres par an et un rachat définitif de 24 millions en 1710). Cet impôt devait être temporaire.
Assise sur le foyer fiscal, la capitation était nominative mais restait proche de la fiscalité réelle, en taxant l'état social, considéré comme un bien réel, sous forme d'un forfait établi par un tarif : le chef de feu était imposé à l'identique, pour un foyer de deux ou huit personnes.

##### Le tarif de 1695
Le tarif de 1695 répartit la population en vingt-deux classes établies suivant le rang des personnes et de l'estimation de leur revenu annuel. À l'intérieur d'une classe, chaque personne doit payer le même montant. On compte 2 000 livres pour la première classe et 20 sous pour la dernière. La première classe comprend le dauphin, les princes du sang, les ministres, les fermiers généraux (majoritairement roturiers). La seizième classe comprend les professeurs de droit, les proviseurs et principaux de collège, les huissiers du Châtelet, les marchands de blé, de vin et de bois. La dernière classe est formée par les journaliers agricoles, les manœuvres et les soldats.
Des rangs honorifiques sont introduits, dans chaque classe fiscale, par trois compléments au tarif appelés additifs : l'additif du 12 février 1695, celui du 26 février suivant et celui du 31 janvier 1696. Ils rétablissent, au sein de chaque classe fiscale, les hiérarchies sociales, selon l'état qui classe les militaires devant les hommes de justice.
Dans chaque classe les nobles et les roturiers sont mélangés, il y a des roturiers en classe 1 (parmi les fermiers généraux, 2 000 livres de capitation) et des nobles en classe 22 (parmi les soldats, 1 livre de capitation) par exemple.
Les nobles sont imposés sur un rôle distinct.
François Bluche et Jean-François Solnon dans La véritable hiérarchie sociale de l'ancienne France. Le tarif de la première capitation (1695) écrivent que la noblesse « comme telle » apparaît dans la classe 1 (les princes du sang (rangs 5 à 8), 2 000 livres), la classe 2 (les princes (rang 1), les ducs (rang 2), 1 500 livres), la classe 3 (les chevaliers du Saint-Esprit (rang 1), 1 000 livres), la classe 7 (les marquis, comtes, vicomtes, barons (rang 1), 250 livres), la classe 10 (les gentilshommes seigneurs de paroisses (rang 4), 120 livres), la classe 15 (les gentilshommes possédants fiefs et châteaux (rang 2), 40 livres), la classe 19 (les gentilshommes n'ayant ni fief ni château (rang 2), 6 livres). Ils écrivent également : « Nous croyons qu'aucun texte ne révèle aussi sûrement, et d'une manière aussi vivante et imagée, la variété des conditions nobles de l'ancien régime ».
François Bluche et Jean-François Solnon écrivent que le tarif de 1695-1696 est beaucoup plus social que fiscal, qu'il n'est pas une simple imposition de la fortune ou ce que l'on appelle de nos jours un impôt sur le revenu mais qu'il est en réalité une taxe sur le rang social. Ils déduisent de l'étude de ce tarif qu'un changement d'état est décelable entre la fin de la classe 13 et le début de la classe 14.
« Le tarif de l'impôt de capitation de 1695 confirme donc ce que savent déjà les lecteurs attentifs de Dangeau et du marquis de Sourches : par la volonté délibérée du roi, il est assuré, depuis 1661, qu'un ministre compte bien plus qu'un duc". (...) "Le second ordre ne réapparaît qu'en tête de la classe VII, avec "les marquis, comtes, vicomtes et barons". Il s'agit là des titulaires de fiefs de dignité (Dans la pratique, on taxa aussi bien les innombrables bénéficiaires de titres de courtoisie). Le tarif les écrase, les lamine en quelque sorte ; et leur écrasement même montre l'étonnante compétence du rédacteur. Là où un Charles Loyseau et les autres vieux juristes compilateurs, totalement ignorants de l'actualité, multipliaient les distinctions inutiles et les définitions anachroniques, mettant de la sorte le marquis de Carabas au-dessus du vicomte de Turenne, le tarif reconnaît que les gentilshommes français sont égaux, une fois détachés, comme il l'a fait, les ducs et les cordons bleus. Dans cette septième classe, assez mêlée, nos petits marquis ou nos vicomtes côtoient les receveurs des tailles et les payeurs des rentes, les commissaires aux saisies réelles, les sous-traitants ou les commis principaux de l'extraordinaire des guerres. » — François Bluche et Jean-François Solnon.

##### Suppression
Par un arrêt du conseil du 17 décembre 1697, la capitation est supprimée, à compter du 1er avril 1698, cinq mois après la paix consécutive à la signature du traité de Ryswick.

#### La capitation de 1701
La capitation est rétablie par la déclaration du 12 mars 1701, pour le financement de la guerre de Succession d'Espagne, en un impôt de répartition, supplément de la taille pour les taillables, répartie au marc la livre du principal. Mais la capitation n'est pas un accessoire de la taille : elle conserve page et cote propres sur les rôles, ainsi que ses règles de paiement en deux versements, contre quatre pour la taille, et ne devient pas un impôt de solidarité.
Toutefois, son montant est imposé aux généralités qui sont chargées de le collecter auprès de sa population. Ce nouveau système réutilise donc celui de la taille pour les roturiers, les nobles obtiennent des réductions, les corps de métiers, les cours de justice assurent eux-mêmes une autorépartition. Cette deuxième capitation devait disparaître à la fin de la guerre, mais elle fut maintenue.
Elle connut des augmentations en 1705 et 1747 (deux sous par livre), elle fut doublée pour les non-taillables en 1760.
Pour éviter les défaillances, apparaissent les excédents de capitation : il est imposé une somme plus forte que celle destinés au Trésor ; sur cet excédent, s'opèrent les remises épongeant les non-valeurs des contribuables défaillants, sans que la part du roi soit affectée. En 1765, l'excédent, jusqu'alors fixé par les intendants, passe au conseil.
En 1789, la capitation représente 1/11e du revenu pour les taillables, mais 1/90e pour les privilégiés. Elle rapporte plus de 41 millions de livres.
Un projet est préparé pour mettre en place la capitation en Nouvelle-France mais n'aboutit pas.
La capitation est supprimée par l'Assemblée nationale constituante. Le décret du 13 janvier 1791, sur la contribution mobilière, sanctionné par Louis XVI le 18 février, établit une contribution mobilière, composée de deux parties : la première, commune à tous les habitants ; la seconde, portant uniquement sur les salaires, publics et privés, sur les revenus d'industrie et de fonds mobiliers. Par une proclamation du 14 avril, Louis XVI constate que la capitation « se trouve aujourd'hui supprimée par l'établissement de la contribution mobilière ».

### Empire colonial français
La capitation est mise à nouveau en place en 1901 en AOF et en AEF. Elle devait être payée en argent français à partir de 1903.

### Aujourd'hui
La réforme fiscale de la poll tax proposée par le gouvernement Thatcher en 1990 fut en partie responsable de la chute de ce même gouvernement. La tentative d'instaurer un impôt local, touchant toutes les personnes indépendamment de leurs revenus réels, déclencha la crise.
Même si cet impôt existe rarement à notre époque, et comme le rappellent Geoffrey Brennan et James Buchanan, prix Nobel d’économie en 1986 : « Il sert de référence analytique dans la théorie normative orthodoxe en dépit de la reconnaissance largement répandue qu’il n’existe pas dans la réalité pratique. »*

## Capitation dans le domaine de la santé
On appelle capitation un mode de rémunération des médecins dans certains pays, alternatif à la rémunération à l'acte (qui reste le mode de rémunération majoritaire des médecins généralistes dans le monde). Il consiste en un forfait attribué au médecin ou cabinet par personne résidant dans sa région ou inscrite sur sa liste d'abonnés. Le plus souvent la capitation est associée au paiement à l'acte, dans un régime mixte : le médecin ou la structure reçoit un forfait de base assorti de forfaits divers et de paiements à l'acte.
Ce système est répandu en Suède, en Norvège, et aux Pays-Bas. Au Royaume-Uni une part de capitation avec des objectifs définis par le gouvernement a été introduite en 2004 (QOF (en)). En France, une part de capitation est introduite à compter de 2011 dans la rémunération des médecins libéraux, avec l'apparition de la rémunération sur objectifs de santé publique (ROSP) dans la convention médicale. Il existe d'autres composantes forfaitaires comme le forfait «structure» ou le forfait «patientèle médecin traitant».